# Txangurru

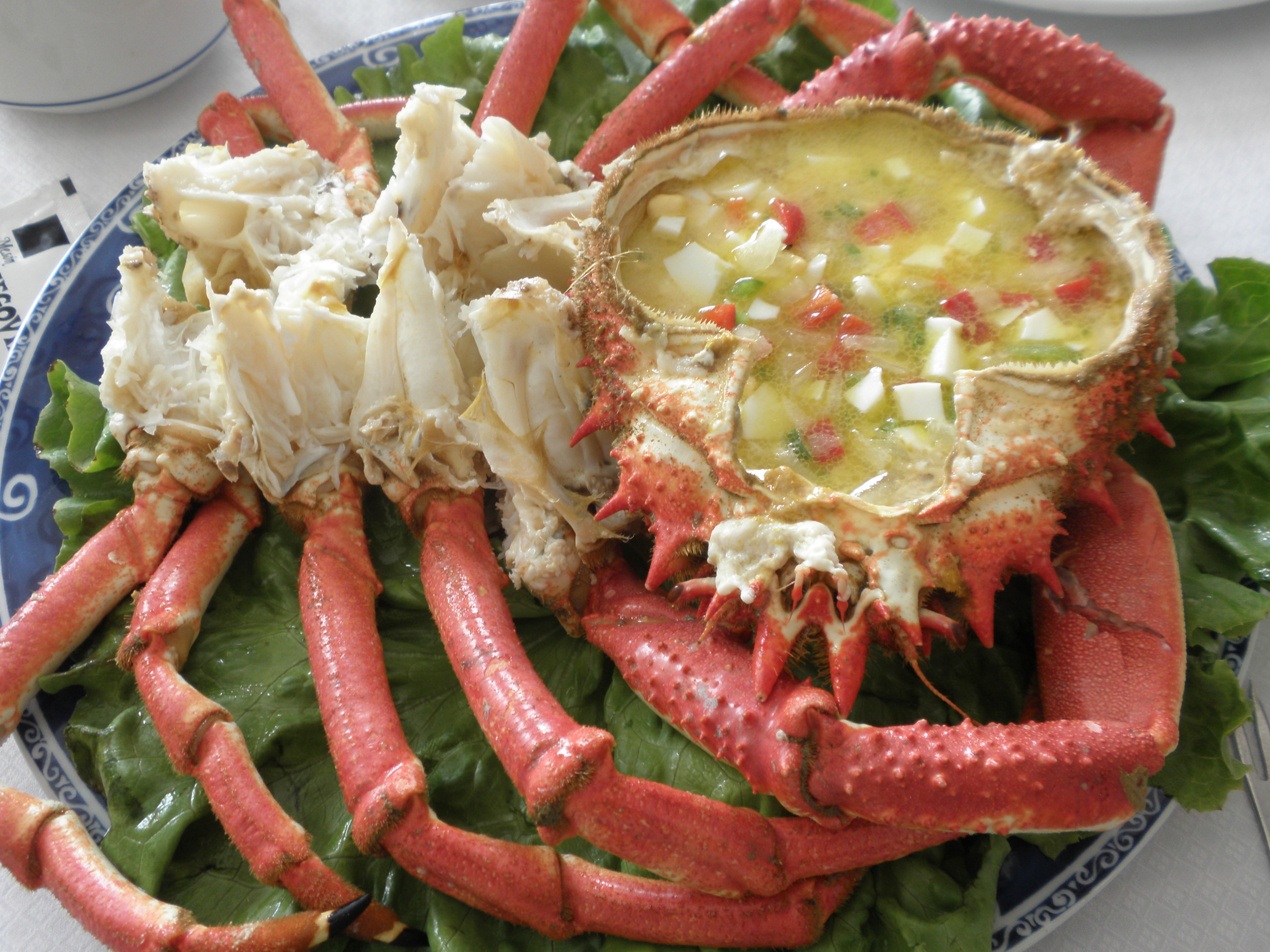
Krab Maja squinado

Txangurru (hiszp. Changurro) – grupa dań kuchni baskijskiej przyrządzanych z rozdrobnionego mięsa jeżokrabów gatunku Maja squinado (bask. Centola).
Krab Maja squinado jest skorupiakiem bardzo cenionym za swoje delikatne mięso, co sprawiło, że jest jednym z najbardziej cenionych produktów w kuchni baskijskiej i hiszpańskiej. Danie może mieć formę terryny, w której oprócz pieczonego mięsa krabiego znajdują się, jako dodatki takie warzywa jak: cebula, pory, pomidory, a jako uzupełnienie niewielka ilość brandy lub białego wina. W innej wersji podobna mieszanka umieszczana jest w skorupie kraba i zapiekana w piecu (w tej wersji nosi nazwę Txangurro a la donostiarra, czyli z San Sebastian).
Przepisy na txangurru są w niektórych przypadkach przygotowywane z okonia morskiego, bez zmiany nazwy samej potrawy.